# Ulak Kerbau Lama
Ulak Kerbau Lama is een bestuurslaag in het regentschap Ogan Ilir van de provincie Zuid-Sumatra, Indonesië. Ulak Kerbau Lama telt 1928 inwoners (volkstelling 2010).